# 平谷村
平谷村（日语：／ Hiraya mura */?）是長野縣下伊那郡的一村。是長野縣內人口最少的自治體。